# 3-й Кавказский армейский корпус
3-й Ка́вказский арме́йский ко́рпус — воинское соединение Русской императорской армии в 1912—1918 годах.
22 августа 1914 года корпус включён в состав 4-й армии Юго-Западного фронта.

## Состав
Входил в состав Кавказского ВО. Состав на 18 июля 1914:
- 21-я пехотная дивизия
  - 1-я бригада
    - 81-й пехотный Апшеронский полк
    - 82-й пехотный Дагестанский полк

  - 2-я бригада
    - 83-й пехотный Самурский полк
    - 84-й пехотный Ширванский полк

  - 21-я артиллерийская бригада
- 52-я пехотная дивизия
  - 1-я бригада
    - 205-й пехотный Шемахинский полк
    - 206-й пехотный Сальянский полк

  - 2-я бригада
    - 207-й пехотный Новобаязетский полк
    - 208-й пехотный Лорийский полк

  - 52-я артиллерийская бригада
- 3-я Кавказская казачья дивизия
  - 1-я бригада
    - 1-й Екатеринодарский полк
    - Осетинский конный дивизион

  - 2-я бригада
    - 1-й Кизляро-Гребенской полк
    - Дагестанский конный полк

  - 3-й Кавказский казачий дивизион
- 3-й Кавказский мортирно-артиллерийский дивизион
- 3-й Кавказский сапёрный батальон

## В составе
- с 02.08.1914 — в 3-й армии
- xx.xx.1915—28.02.1915 — в 12-й армии
- 20.04.1915—01.02.1916 — в 3-й армии
- xx.11.09.—xx.12.1917 — в 7-й армии

Участие в Первой мировой войне
Корпус был активным участником Ченстохово-Краковской операции 1914 г., Таневского сражения 1915 г. и Красноставского сражения 1915 г. Участвовал в Люблин-Холмском сражении 1915 г. Действовал в Барановичской операции 1916 г.

## Командиры
- 11.5.1912—08.06.1917 — генерал-лейтенант (с 06.12.1914 генерал от артиллерии) Ирманов, Владимир Александрович
- xx.07.1917—06.08.1917 — генерал-лейтенант Иванов, Николай Максимович
- 06.08.1917—xx.xx.xxxx — генерал-майор (с 23.08.1917 генерал-лейтенант) Эристов, Александр Николаевич